# Città di Sydney
La città di Sydney è una Local Government Area che si trova nel Nuovo Galles del Sud. Essa si estende su una superficie di 25 chilometri quadrati e ha una popolazione di 169.505 abitanti. La sede del consiglio si trova a Sydney CBD.

## Sobborghi
La municipalità comprende i sobborghi di:
- Alexandria
- Annandale
- Barangaroo
- Beaconsfield
- Camperdown
- Centennial Park
- Chippendale
- Darlinghurst
- Darlington
- Dawes Point
- Elizabeth Bay
- Erskineville
- Eveleigh
- Forest Lodge
- Glebe
- Haymarket
- Millers Point
- Moore Park
- Newtown
- Paddington
- Potts Point
- Pyrmont
- Redfern
- Rosebery
- Rushcutters Bay
- Surry Hills
- Sydney CBD
- The Rocks
- Ultimo
- Waterloo
- Woolloomooloo
- Zetland

## Consiglio
Il consiglio della Città di Sydney resta in carica quattro anni ed è composto da dieci consiglieri incluso il sindaco. I consiglieri sono eletti con il metodo proporzionale mentre il sindaco viene eletto in maniera diretta.